# Biber salçası
El Biber salçası (literalmente "pasta de pimienta"; también denominado kırmızı biber salçası, literalmente "pasta roja de pimienta") es una salsa densa, de color ojo oscuro elaborada principalmente de chiles picantes y sal. Forma parte de la condimentación de los platos de la cocina turca pero su sabor es tan popular que puede verse en las naciones vecinas como parte de sus gastronomías. Se emplea como saborizante de platos principales, así como para rellenar el pan  'pide' y el börek. Otro uso muy común en Turquía es extendido sobre el pan o crackers.

## Variedades
Existen dos variedades principales del biber salçası:
- Acı biber salçası (literalmente "pasta de chile picante"), elaborada de chiles picantes
- Tatlı biber salçası (literalmente "pasta de chile dulce"), elaborada de 'chiles dulces'

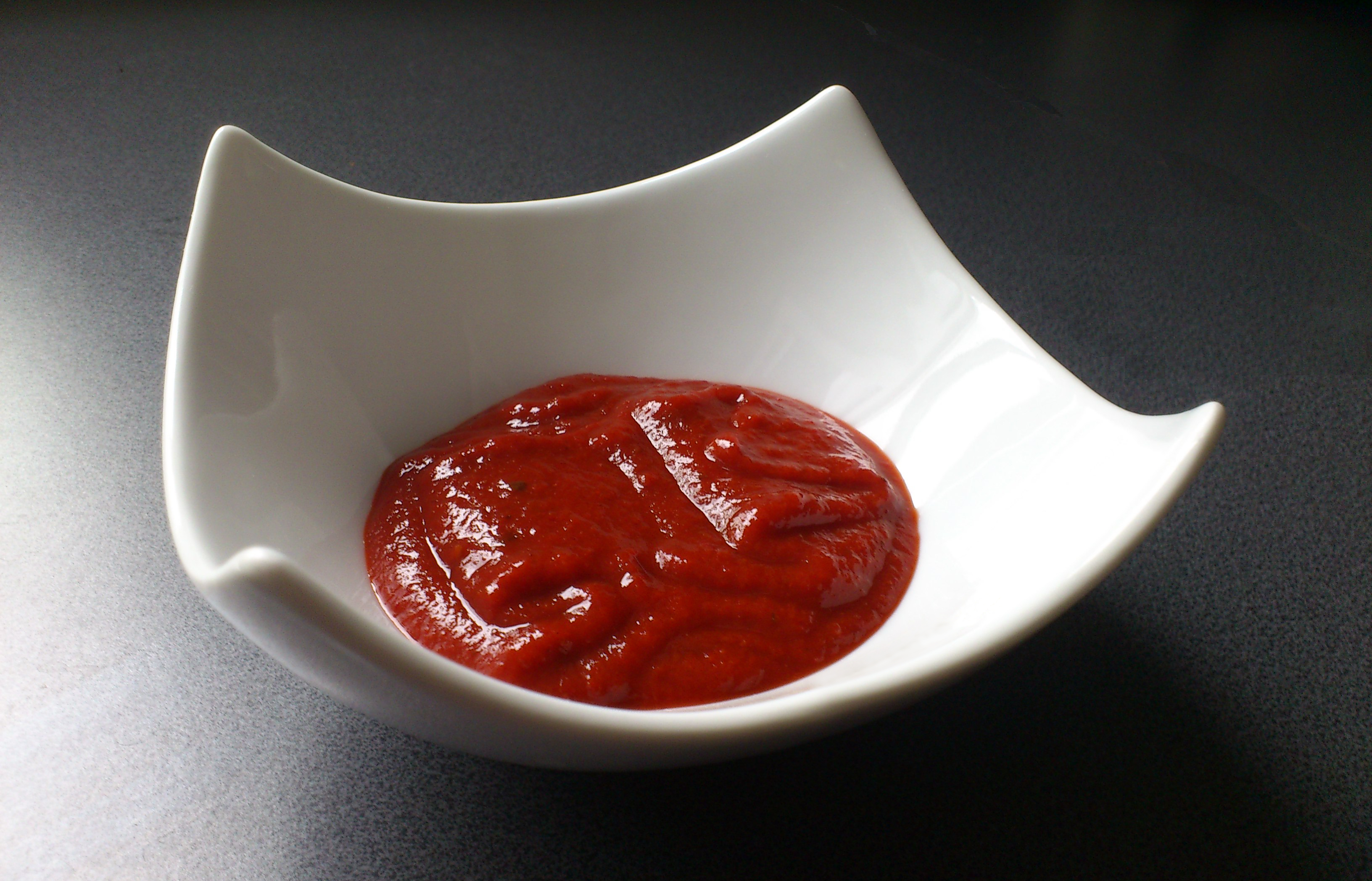
Biber salçası (pasta roja de pimienta).